# Hazard (Nebraska)
Hazard je selo u američkoj saveznoj državi Nebraska. Prema popisu stanovništva iz 2010. u njemu je živjelo 70 stanovnika.